# Yórgos Amerikános
Yeóryios « Yórgos » Amerikános (grec moderne : Γεώργιος «Γιώργος» Αμερικάνος), né le 21 décembre 1942, à Nikaia, en Grèce et mort le 7 octobre 2013, est un ancien joueur et entraîneur de basket-ball grec. Il évolue au poste d'arrière.

## Palmarès
Joueur
- Champion de Grèce 1963, 1964, 1965, 1966, 1968, 1970
- Coupe des coupes 1968